# Igreja Matriz de Nossa Senhora dos Remédios (Paraty)

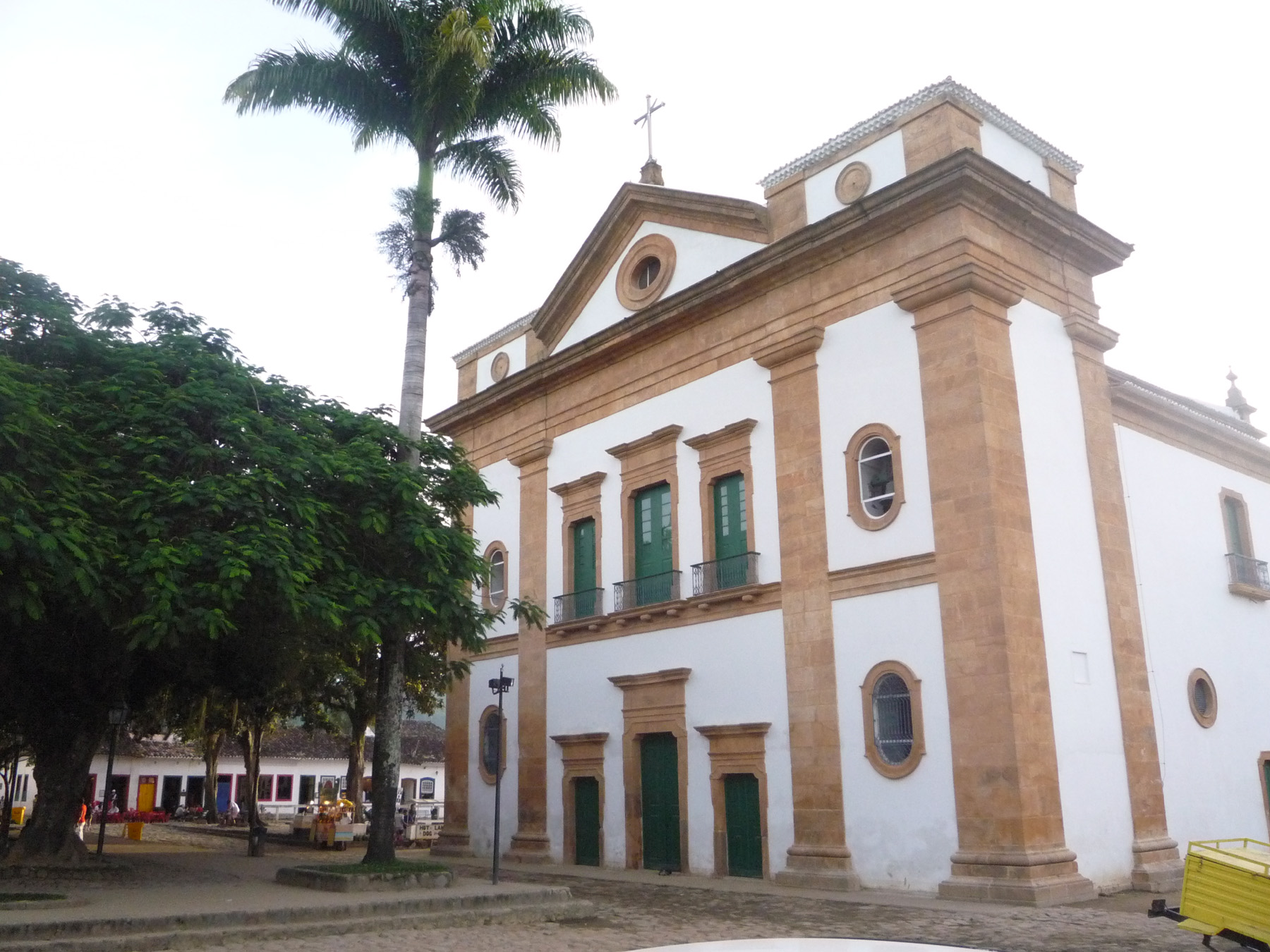
Igreja Matriz de Nossa Senhora dos Remédios, Paraty.

A Igreja Matriz de Nossa Senhora dos Remédios localiza-se em Paraty, no estado do Rio de Janeiro, no Brasil.

## História
O primitivo templo foi erguido, de acordo com a tradição, como uma das condições exigidas por Maria Jácome de Melo para a doação da sesmaria para onde se expandiu o núcleo de povoamento original, em 1640. As suas obras só se iniciaram, entretanto, em 1646.
Pouco tempo depois, em 1668, este templo foi demolido, dando lugar a um novo, posteriormente ampliado, e cujas obras só foram concluídas em 1873, graças aos recursos (em espécie e em mão-de-obra escrava) assegurados por Geralda Maria da Silva. Ainda assim, o templo não teve o seu projeto original concluído, tendo ficado inacabadas as torres sineiras e os fundos do templo, como ainda hoje é possível observar.
Atualmente, nas suas galerias superiores funciona a Pinacoteca Antônio Marino Gouveia, com obras de Djanira, Anita Malfatti, Di Cavalcanti, Frank Schaeffer, Armando Viana e outros.
Aqui se realizam as festas não apenas da padroeira, mas as do Divino Espírito Santo e as cerimónias da Semana Santa.